# Калуза, Кристофер
Кристофер Калуза (англ. Christopher Caluza; род. 3 июля 1990 года в Чула-Висте, Калифорния, США) — филиппинский фигурист, выступающий в мужском одиночном катании. Является двукратным чемпион Филиппин (2012, 2013 годы) и бронзовым призёром Кубка Баварии 2012 года. По состоянию на апрель 2012 года занимает 86-е место в рейтинге Международного союза конькобежцев (ИСУ).

## Биография
Родители Кристофера — выходцы из Филиппин. Калуза начал кататься в возрасте семи лет на роликовых коньках и стал заниматься фигурным катанием, когда закрылся каток для роликов.

## Карьера
Кристофер Калуза завоевал бронзу (впервые фигурист с Филиппин получил медаль на международных соревнованиях) на Bavarian Open 2012, набрав на нём минимум для права на участие в соревнованиях ИСУ. В феврале 2012 года поехал на чемпионат четырёх континентов, где занял 12 место. В конце марта 2012 поехал на чемпионат мира. В обеих программах занял двадцатое место и с суммой 184.10 балла занял итоговое 21 место.

## Программы
| Сезон     | Короткая программа                                         | Произвольная программа                                         |
| --------- | ---------------------------------------------------------- | -------------------------------------------------------------- |
| 2011—2012 | Assassin’s Tango (из к/ф Мистер и миссис Смит) Джон Пауэлл | Концерт для фортепиано с оркестром ля минор op. 16 Эдвард Григ |

## Спортивные достижения

### За Филиппины
| Соревнования                  | 2011—2012 | 2012—2013 | 2013—2014 |
| ----------------------------- | --------- | --------- | --------- |
| Чемпионат мира                | 21        | 34        | 19        |
| Чемпионат четырёх континентов | 12        | 14        | 12        |
| Чемпионат Филиппин            | 1         | 1         |           |
| Icechallenge                  |           | 5         |           |
| Bavarian Open                 | 3         |           |           |
| Турнир в Солт-Лейк-Сити       |           | 6         | 5         |
| Трофей Ломбардии              |           |           | 2         |

### За США
| Соревнования           | 2009—10 | 2010—11 |
| ---------------------- | ------- | ------- |
| Чемпионат США          | 8 J.    | 19      |
| J. = Юниорский уровень |         |         |